# ジョン・アックスフォード
ジョン・バートン・アックスフォード（John Berton Axford, 1983年4月1日 - ）は、カナダ連邦オンタリオ州シムコー出身のプロ野球選手（投手）。右投右打。現在はFA。

## 経歴

### プロ入り前
2001年のMLBドラフト7巡目（全体219位）でシアトル・マリナーズから指名されたが、入団しなかった。
2005年のMLBドラフト42巡目（全体1259位）でシンシナティ・レッズから指名されたが、この時も入団しなかった。

### プロ入りとヤンキース傘下時代
2006年8月11日にニューヨーク・ヤンキースと契約した。
2007年12月14日に自由契約となった。

### ブルワーズ時代

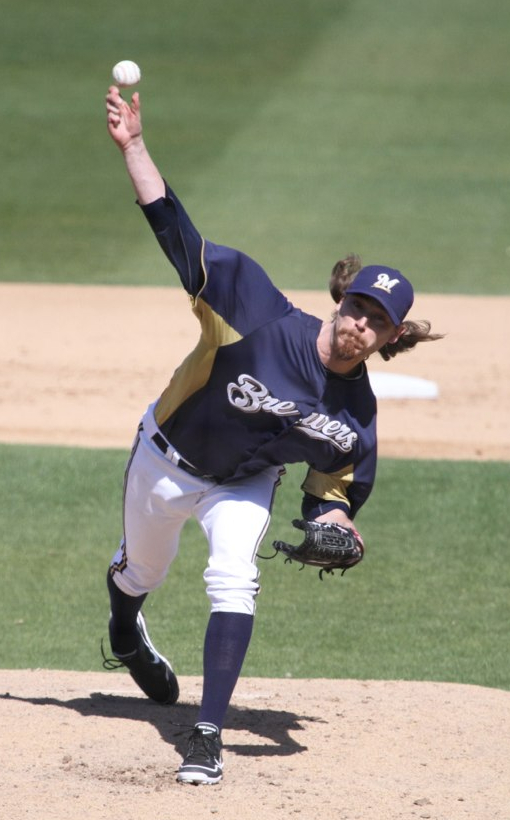
ブルワーズ時代(2012年3月10日)

2008年3月4日にミルウォーキー・ブルワーズと契約を結んだ。契約が決まるまでは本人曰く「ATMから必要なだけの現金が引き出せないことが何度もあった」というほど生活に困窮しており、生計を立てるために昼は地元の大手スーパーマーケットや家電量販店で携帯電話のセールスマン、夜はバーテンダーとして働いていた。
2009年、マイナーではA+級ブレバード・カウンティ・マナティーズ、AA級ハンツビル・スターズ、AAA級ナッシュビル・サウンズの3つの階級で45試合に登板して9勝1敗、防御率2.77を記録した。9月7日にメジャー契約を結んでアクティブ・ロースター入りを果たし、15日にメジャーデビュー。シーズン最終戦となった10月4日のセントルイス・カージナルス戦では、9回にクローザーのトレバー・ホフマンが1失点を喫したため、試合は延長戦となり、延長10回にアックスフォードが無失点に抑え、メジャー初セーブを記録。
2010年はブルワーズのリリーフ防御率が30球団中29位と不振で、ラトロイ・ホーキンスの故障者リスト入りもあり、5月15日にメジャー昇格。5月23日に不振のホフマンに代わりクローザーとしてシーズン初セーブを記録。以降、クローザーに定着した。
2011年は、46セーブを記録し、ナ・リーグの最多セーブに輝いた。
2012年5月4日のサンフランシスコ・ジャイアンツ戦、シーズン6セーブ目を挙げ、当時歴代4位となる49試合連続セーブ成功を達成した。この年は、一転して別人のような大不振に陥る。救援失敗が目立ち、チームの足を引っ張ってしまうことが多くなり、他の中継ぎ投手共々この年のブルワーズの悲惨なリリーフ陣の象徴となってしまった。それでも、9月16日のニューヨーク・メッツ戦で通算100セーブを達成した。シーズンでリーグ6位の35セーブを挙げた一方、セーブ失敗は9回記録した。
2013年1月17日に第3回WBC本戦のカナダ代表が発表され、代表入りした。翌日の[1月18日に年俸500万ドルの1年契約を結んだ。

### カージナルス時代
2013年8月30日にマイケル・ブレイゼックとのトレードで、カージナルスへ移籍した。12月2日にFAとなった。

### インディアンス時代
2013年12月19日にクリーブランド・インディアンスと契約を結んだ。
2014年開幕当初の4月はクローザーを務めていたものの、その後、成績不振となり、リリーフに配置転換された。

### パイレーツ時代
2014年8月14日にウェイバー公示を経てピッツバーグ・パイレーツへ移籍した。オフにFAとなった。

### ロッキーズ時代
2015年1月30日にコロラド・ロッキーズとマイナー契約を結んだ。3月1日にメジャー契約を結び、40人枠入りする。シーズンでは60試合に登板し、4勝5敗25セーブ・防御率4.60の成績を残した。シーズン終了後の11月20日にDFAとなり、25日にFAとなった。

### アスレチックス時代
2015年12月11日にオークランド・アスレチックスと2年総額1000万ドルで契約を結んだ。
2016年は、6年連続60試合以上となる68試合に登板し、防御率3.97・6勝4敗3セーブ・WHIP1.45という成績を記録。防御率やWHIPは前年から改善し、やや復調の傾向を示した。
2017年開幕前の2月8日に第4回WBCのカナダ代表に選出されたが、3月3日に「個人的かつプロフェッショナルな理由」のため代表を辞退した。7月27日にDFA、30日に自由契約となった。

### ブルージェイズ時代
2018年2月9日にトロント・ブルージェイズとマイナー契約を結び、スプリングトレーニングに招待選手として参加することになった。3月29日にメジャー契約を結び、開幕25人枠入りを果たした。

### ドジャース時代
2018年7月31日にコーリー・コッピングとのトレードで、ロサンゼルス・ドジャースへ移籍した。オフの10月29日にFAとなった。

### ブルージェイズ傘下時代
2019年2月16日にブルージェイズとマイナー契約を結び、スプリングトレーニングに招待選手として参加することになった。3月24日に一旦自由契約となるが、26日にマイナー契約で再契約した。怪我の影響もありルーキーリーグで1試合登板したのみで残りのシーズンは全休した。翌2020年は契約を結ばずFAとなった。しかし、カナダ代表として参加したオリンピック予選で2試合に登板し無失点と好成績を収めたこともあり、2021年6月24日にブルージェイズとマイナー契約を結んだ。ルーキーリーグで1試合に登板したのち3Aに昇格し、9試合で10回2/3を投げ1失点と好成績を収めた。8月2日にミルウォーキー・ブルワーズに金銭トレードされた。

### 第二次ブルワーズ時代
8月3日にMLB昇格し、当日のピッツバーグ・パイレーツ戦で3年ぶりにMLB登板となった。しかし、この試合で肘を痛め降板、今季絶望となった。

## 投球スタイル
オーバースローから投げる、最速100mph（約161km/h）・平均96mph（約154km/h）のフォーシームが全投球中の約7割を占めており、その他に90mph（約145km/h）前後のスライダー、78mph（約126km/h）前後のカーブなどを使用する。メジャー通算奪三振率は10.3と高い奪三振能力を持っているが、通算与四球率は4.4と与四球も多い。

## 詳細情報

### 年度別投手成績
| 年 度     | 球 団     | 登 板 | 先 発 | 完 投 | 完 封 | 無 四 球 | 勝 利 | 敗 戦 | セ 丨 ブ | ホ 丨 ル ド | 勝 率 | 打 者 | 投 球 回 | 被 安 打 | 被 本 塁 打 | 与 四 球 | 敬 遠 | 与 死 球 | 奪 三 振 | 暴 投 | ボ 丨 ク | 失 点 | 自 責 点 | 防 御 率 | W H I P |
| --------- | --------- | ----- | ----- | ----- | ----- | -------- | ----- | ----- | -------- | ----------- | ----- | ----- | -------- | -------- | ----------- | -------- | ----- | -------- | -------- | ----- | -------- | ----- | -------- | -------- | ------- |
| 2009      | MIL       | 7     | 0     | 0     | 0     | 0        | 0     | 0     | 1        | 0           | ----  | 34    | 7.2      | 5        | 0           | 6        | 1     | 0        | 9        | 1     | 0        | 3     | 3        | 3.52     | 1.44    |
| 2010      | MIL       | 50    | 0     | 0     | 0     | 0        | 8     | 2     | 24       | 3           | .800  | 238   | 58.0     | 42       | 1           | 27       | 3     | 1        | 76       | 4     | 0        | 17    | 16       | 2.48     | 1.19    |
| 2011      | MIL       | 74    | 0     | 0     | 0     | 0        | 2     | 2     | 46       | 0           | .500  | 305   | 73.2     | 59       | 4           | 25       | 1     | 0        | 86       | 8     | 0        | 19    | 16       | 1.95     | 1.14    |
| 2012      | MIL       | 75    | 0     | 0     | 0     | 0        | 5     | 8     | 35       | 3           | .385  | 310   | 69.1     | 61       | 10          | 39       | 2     | 2        | 93       | 10    | 0        | 42    | 36       | 4.67     | 1.44    |
| 2013      | MIL       | 62    | 0     | 0     | 0     | 0        | 6     | 7     | 0        | 19          | .462  | 245   | 54.2     | 62       | 10          | 23       | 3     | 1        | 54       | 5     | 0        | 29    | 27       | 4.45     | 1.55    |
| 2013      | STL       | 13    | 0     | 0     | 0     | 0        | 1     | 0     | 0        | 0           | 1.000 | 44    | 10.1     | 11       | 0           | 3        | 0     | 1        | 11       | 0     | 0        | 3     | 2        | 1.74     | 1.35    |
| '13計     | STL       | 75    | 0     | 0     | 0     | 0        | 7     | 7     | 0        | 19          | .500  | 289   | 65.0     | 73       | 10          | 26       | 3     | 2        | 65       | 5     | 0        | 32    | 29       | 4.02     | 1.52    |
| 2014      | CLE       | 49    | 0     | 0     | 0     | 0        | 2     | 3     | 10       | 2           | .400  | 196   | 43.2     | 34       | 6           | 30       | 3     | 1        | 51       | 4     | 0        | 21    | 19       | 3.92     | 1.47    |
| 2014      | PIT       | 13    | 0     | 0     | 0     | 0        | 0     | 1     | 0        | 0           | .000  | 47    | 11.0     | 9        | 0           | 6        | 0     | 1        | 12       | 1     | 0        | 5     | 5        | 4.09     | 1.36    |
| '14計     | PIT       | 62    | 0     | 0     | 0     | 0        | 2     | 4     | 10       | 2           | .333  | 243   | 54.2     | 43       | 6           | 36       | 3     | 2        | 63       | 5     | 0        | 32    | 29       | 3.95     | 1.45    |
| 2015      | COL       | 60    | 0     | 0     | 0     | 0        | 4     | 5     | 25       | 2           | .444  | 250   | 55.2     | 56       | 4           | 32       | 4     | 0        | 62       | 1     | 0        | 27    | 26       | 4.20     | 1.58    |
| 2016      | OAK       | 68    | 0     | 0     | 0     | 0        | 6     | 4     | 3        | 15          | .600  | 289   | 65.2     | 65       | 6           | 30       | 1     | 3        | 60       | 4     | 0        | 30    | 29       | 3.97     | 1.45    |
| 2017      | OAK       | 22    | 0     | 0     | 0     | 0        | 0     | 1     | 0        | 1           | .000  | 109   | 21.0     | 27       | 3           | 17       | 0     | 2        | 21       | 1     | 0        | 16    | 15       | 6.43     | 2.10    |
| 2018      | TOR       | 45    | 1     | 0     | 0     | 0        | 4     | 1     | 0        | 6           | .800  | 211   | 51.0     | 44       | 6           | 20       | 1     | 2        | 50       | 6     | 0        | 27    | 25       | 4.41     | 1.25    |
| 2018      | LAD       | 5     | 0     | 0     | 0     | 0        | 0     | 0     | 0        | 0           | ----  | 22    | 3.2      | 8        | 0           | 2        | 0     | 1        | 4        | 0     | 0        | 8     | 7        | 17.18    | 2.73    |
| '18計     | LAD       | 50    | 1     | 0     | 0     | 0        | 4     | 1     | 0        | 6           | .800  | 233   | 54.2     | 52       | 6           | 22       | 1     | 3        | 54       | 6     | 0        | 35    | 32       | 5.27     | 1.35    |
| 2021      | MIL       | 1     | 0     | 0     | 0     | 0        | 0     | 0     | 0        | 0           | ----  | 5     | 0.1      | 2        | 0           | 1        | 0     | 1        | 0        | 0     | 0        | 2     | 2        | 54.00    | 9.00    |
| MLB：11年 | MLB：11年 | 544   | 1     | 0     | 0     | 0        | 38    | 34    | 144      | 51          | .528  | 2305  | 525.2    | 485      | 50          | 261      | 19    | 16       | 589      | 45    | 0        | 249   | 228      | 3.90     | 1.42    |

- 2021年度シーズン終了時
- 各年度の太字はリーグ最高

### WBCでの投手成績
| 年 度 | 代 表  | 登 板 | 先 発 | 勝 利 | 敗 戦 | セ ｜ ブ | 打 者 | 投 球 回 | 被 安 打 | 被 本 塁 打 | 与 四 球 | 敬 遠 | 与 死 球 | 奪 三 振 | 暴 投 | ボ ｜ ク | 失 点 | 自 責 点 | 防 御 率 |
| ----- | ------ | ----- | ----- | ----- | ----- | -------- | ----- | -------- | -------- | ----------- | -------- | ----- | -------- | -------- | ----- | -------- | ----- | -------- | -------- |
| 2013  | カナダ | 2     | 0     | 0     | 0     | 0        | 7     | 1.2      | 2        | 0           | 0        | 0     | 0        | 2        | 0     | 0        | 1     | 1        | 5.40     |
| 2023  | カナダ | 1     | 0     | 0     | 0     | 0        | 3     | 1.0      | 0        | 0           | 0        | 0     | 0        | 1        | 0     | 0        | 0     | 0        | 0.00     |

### タイトル
- 最多セーブ投手：1回（2011年）

### 背番号
- 59（2009年 - 2013年途中）
- 34（2013年途中 - 同年終了）
- 44（2014年 - 同年途中）
- 53（2014年途中 - 同年終了）
- 66（2015年）
- 61（2016年 - 2017年）
- 77（2018年 - 同年7月30日）
- 88（2018年8月3日 - 同年終了）

### 代表歴
- 2013 ワールド・ベースボール・クラシック・カナダ代表
- 2023 ワールド・ベースボール・クラシック カナダ代表